# Myrcia oligantha
Myrcia oligantha är en myrtenväxtart som beskrevs av Otto Karl Berg. Myrcia oligantha ingår i släktet Myrcia och familjen myrtenväxter. Inga underarter finns listade i Catalogue of Life.